# コカトリス

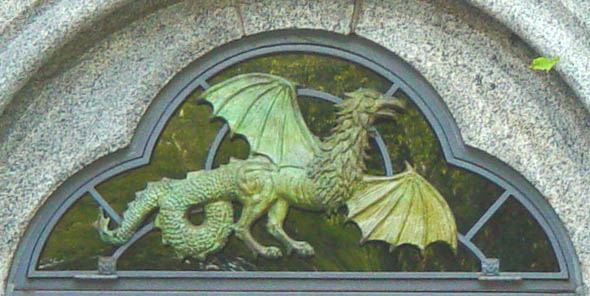
ニューヨークのベルヴェディア城にある戸上部のコカトリス。

コカトリス（英: Cockatrice, 仏: Cocatrix）は、雄鶏とヘビとを合わせたような姿の、伝説上の生き物である。フランス語では「コカドリーユ」（Cocadrille）とも呼ばれる。

## 解説
同じく伝説の生物であるバジリスクと混同あるいは同一視される。そのきっかけは、14世紀にジェフリー・チョーサーの『カンタベリー物語』においてバジリスクがバシリコック (Basilicok) という名前で登場したことであるとされる。
バジリスクと同じく鶏と蛇が混ざったような姿で描かれ、その生態の伝承もバジリスクに準じ、雄鶏の産んだ卵をヒキガエルが温めて生まれるという（雄鶏は7歳で、卵はヒキガエルが9年間温めるとされる）。バジリスクと同じように毒を持ち、人に槍で襲われるとその槍を伝って毒を送り込んで逆に殺したり、水を飲んだだけでその水場を長期間にわたって毒で汚染したり、さらには、見ただけで相手を殺したり、飛んでいる鳥さえ視線の先で焼いて落下させたりするとされた。
中世の聖書のさまざまな版のいくつかにコカトリスが登場（ヘブライ語の単語の訳語として採用）したため、当時の多くの人がコカトリスが本当に存在すると信じていたという。訳語の例としては、欽定訳聖書のイザヤ書において、ヘブライ語の「צֶפַע ṣep̄aʿ」の訳としてcockatriceの語の使用が見られる（現代の新欽定訳聖書や標準英語訳聖書ではadder、viper、cobraなどが充てられている）。
ウィリアム・シェイクスピアの『十二夜』の中でも、登場人物がコカトリスについて言及している。
現代のヨーロッパにおいてコカトリスは、バジリスクと同様に、紋章の中にしばしば描かれている。

## 名称と起源
古代ギリシアの文献ではエジプトのマングース を「イクネウモーン」（ἰχνεύμων, 「後を追うもの」）と呼んでいたが、これがラテン語 Calcatrix に翻訳され、古フランス語 Cocatris を経て「コカトリス」になったという。これが中世において本来の意味とは逆にヘビの怪物と思われるようになり、さらにバジリスクと混同されるようになったようである。
イクネウモーン（マングース）は蛇を狩ることから古代エジプトにおいて「ファラオのネズミ（Pharaoh's Rat）」として珍重されたとされる。
古代ローマの大プリニウス（CE 22 / 23 - 79）はイクネウモーンについて『博物誌』（CE 77年）において「泥を被って天日で乾かして鎧のようにして、ヘビに襲い掛かって首に噛みつく」（8巻35-36節）、「ワニが鳥（トロキルス）に歯を掃除してもらおうと口を開けていると、その口から入って腸を食い破る」（8巻37節）と書いている。
また、ガイウス・ユリウス・ソリヌス（3c.）は『Polyhistor』においてこの「ワニの口から入って腸を食い破る」生き物を「イクネウモーンの一種の“enhydrus”」であると記述し（32章25節）、そこからヒュドルス (Hydrus / Enhydrus / Enhydros)という生き物の伝承が生まれた。イクネウモーンもヒュドルスも中世の動物寓意譚においてその想像図が描かれたが、その名前が多くの場合「ヘビ」を示す語句であったため、ヒュドルスはヘビあるいは竜の特徴を持って描かれることが多かった。このような用語の混乱から、コカトリスはヘビの怪物になったと考えられている。
他方で、コカトリス cocatrisという語は中世ラテン語および古典フランス語の cocodril（ワニ）に由来している可能性もあり、詳細には不明瞭な点が多い。また例えば、15世紀スペインの旅行家ペドロ・タフールはエジプトのワニに対してcocatrizという語を使用している。
コカトリス及びバジリスクの外見などにニワトリの要素が付け加えられたのは、cockatriceという言葉にたまたま含まれている cock （雄鶏）からの連想によると言われることがあるが、両者の混同が起こる以前からバジリスクは鶏のように描かれることがあり、これは誤りである（バジリスクを参照）。